# زیردریایی کلاس هوماندن (۱۹۱۱)
سابمارین کلاس هوماندن (۱۹۱۱) (به انگلیسی: Havmanden-class submarine (1911)) یک کلاس از زیردریایی است که طول آن ۱۲۷ فوت ۸ اینچ (۳۸٫۹۱ متر) می‌باشد.